# Artiom Łukjanienko
Artiom Wiaczesławowicz Łukjanienko, ros. Артём Вячеславович Лукьяненко (ur. 30 stycznia 1990) – rosyjski lekkoatleta, wieloboista.

## Osiągnięcia
| Rok  | Impreza                                | Miejsce  | Konkurencja               | Pozycja     | Wynik     |
| ---- | -------------------------------------- | -------- | ------------------------- | ----------- | --------- |
| 2009 | Mistrzostwa Europy juniorów            | Nowy Sad | dziesięciobój (juniorski) | 22. miejsce | 6664 pkt. |
| 2011 | Młodzieżowe mistrzostwa Europy         | Ostrawa  | dziesięciobój             | 11. miejsce | 7577 pkt. |
| 2012 | Halowe mistrzostwa świata              | Stambuł  | siedmiobój                | 3. miejsce  | 5969 pkt. |
| 2013 | Halowe mistrzostwa Europy              | Göteborg | siedmiobój                | 7. miejsce  | 5953 pkt. |
| 2013 | Superliga pucharu Europy w wielobojach | Tallinn  | dziesięciobój             | 4. miejsce  | 8067 pkt. |
| 2013 | Mistrzostwa świata                     | Moskwa   | dziesięciobój             | 16. miejsce | 8177 pkt. |
| 2015 | Halowe mistrzostwa Europy              | Praga    | siedmiobój                | 10. miejsce | 5857 pkt. |

Podczas młodzieżowych mistrzostw Europy w 2011 Łukjanienko biegł w eliminacjach sztafety 4 × 400 metrów. W finale zastąpił go Władimir Krasnow, a Rosjanie wywalczyli brązowe medale.
Medalista mistrzostw Rosji (w różnych konkurencjach) w kategoriach juniorów, młodzieżowców oraz seniorów.

## Rekordy życiowe
- Dziesięciobój lekkoatletyczny – 8177 pkt. (2013)
- Siedmiobój lekkoatletyczny (hala) – 6071 pkt. (2012)